# Клане в Арденското абатство
През юни 1944 г. по време на битката за Нормандия, в Арденското абатство се намира щабът на 25-и СС танково-гренадирски полк, командван от СС-Щандартенфюрер Курт Майер. На 7 юни осемнайсет военнопленници от шотландския полк от северна Нова Скотия и канадския 27-и бронетанков полк са отведени в абатството и са екзекутирани от 12-а СС танкова дивизия Хитлерюгенд. Телата им са преместени в канадското военно гробище Бени-сюр-Мер (на френски: Bény-sur-Mer), заедно с телата на войниците, убити в началните етапи на битката за Нормандия.
Елементи от стрелковия полк на кралицата превземат абатството следващия месец след интензивна, кръвопролитна битка. Тогава са открити доказателства за извършеното военно престъпление. След края на войната срещу Курт Майер са повдигнати 5 обвинения. По 3 от тях той е признат за виновен, включително за убийствата в Арденското абатство, за заповедта му да не бъдат вземани пленници. Майер отрича да знае нещо за убийствата. Нито един от предполагаемите очевидци не се явява пред съда, за да опровергае твърдението му. Майер лежи в западногермански затвор до 1954 г.